# ليون برشيه
ليون برشيه (بالفرنسية: Léon Bercher)‏ Leon Bercher (1889 – 1955 م) هو مستشرق فرنسي.
كان مديراً للدراسات في معهد الدراسات العليا في تونس.

## آثاره
- ترجمة «الرسالة» لابن أبي زيد القيرواني ، إلى الفرنسية.
- ترجمة «طوق الحمامة» لابن حزم إلى الفرنسية.
- ترجمة فرنسية - بالاشتراك مع ج. لوكونت - لكتاب «نهضة الإسلام» لآدم متس.
- ترجمة فرنسية لكتاب «التحفة» لابن عاصم.[1]